# 淡路広田駅
淡路広田駅（あわじひろたえき）は、かつて兵庫県三原郡緑町（現・南あわじ市）広田広田に存在した、淡路交通鉄道線の駅（廃駅）である。
緑町の代表駅であった。

## 歴史
- 1922年（大正11年）11月26日：淡路鉄道の開通に伴い、広田駅として開業[1]。当初は信号機が設置されていた[2]。
- 1929年（昭和4年）
  - 3月16日：場内信号機を賀集駅から、遠方信号機を長田駅（後の淡路長田駅）から移設し、交換可能駅となる[2]。
  - 10月1日：事務室・待合室を改築[2]。
- 1934年（昭和9年）5月7日：便所・物置を新設、遠方信号機の使用停止[2]。
- 1936年（昭和11年）3月31日：側線転轍器を梃子集中装置へ変更[2]。
- 1937年（昭和12年）
  - 4月：淡路広田駅へ改称[2]。
  - 9月30日：上り方面ホームの擁壁を木製からコンクリート製へ改築[2]。
- 1939年（昭和14年）3月31日：井戸を新設、建物増設[2]。
- 1943年（昭和18年）7月：社名改称に伴い淡路交通鉄道線の駅となる。
- 1954年（昭和29年）5月：発条転轍器を設置[2]。
- 1966年（昭和41年）10月1日：鉄道線の廃線に伴い廃止[3]。

## 駅構造
相対式ホーム2面2線の地上駅。上り方面ホーム側に駅舎があり、下り方面ホームにも待合室が設置されていた。
朝夕に行き違いが行われていたほか、朝には当駅始発の列車が存在した。

## 駅周辺
当駅の南東方から初尾川を挟んだ対岸に、緑町の中心市街地が広がっていた。
- 国道28号
- 兵庫県道125号洲本松帆線
- 平成淡路看護専門学校
- 淡路学園 - 児童養護施設
- 緑町役場→南あわじ市役所緑庁舎 - 現存せず
- 初尾川
- 広田梅林ふれあい公園
- 南あわじ市・洲本市組合立広田中学校
- 南あわじ市・洲本市組合立広田小学校

## 駅跡
跡地は県道となっており、駅の存在を示すものは残っていない。

## 隣の駅
淡路交通
鉄道線
納駅 - 淡路広田駅 - 淡路長田駅